# Тарт

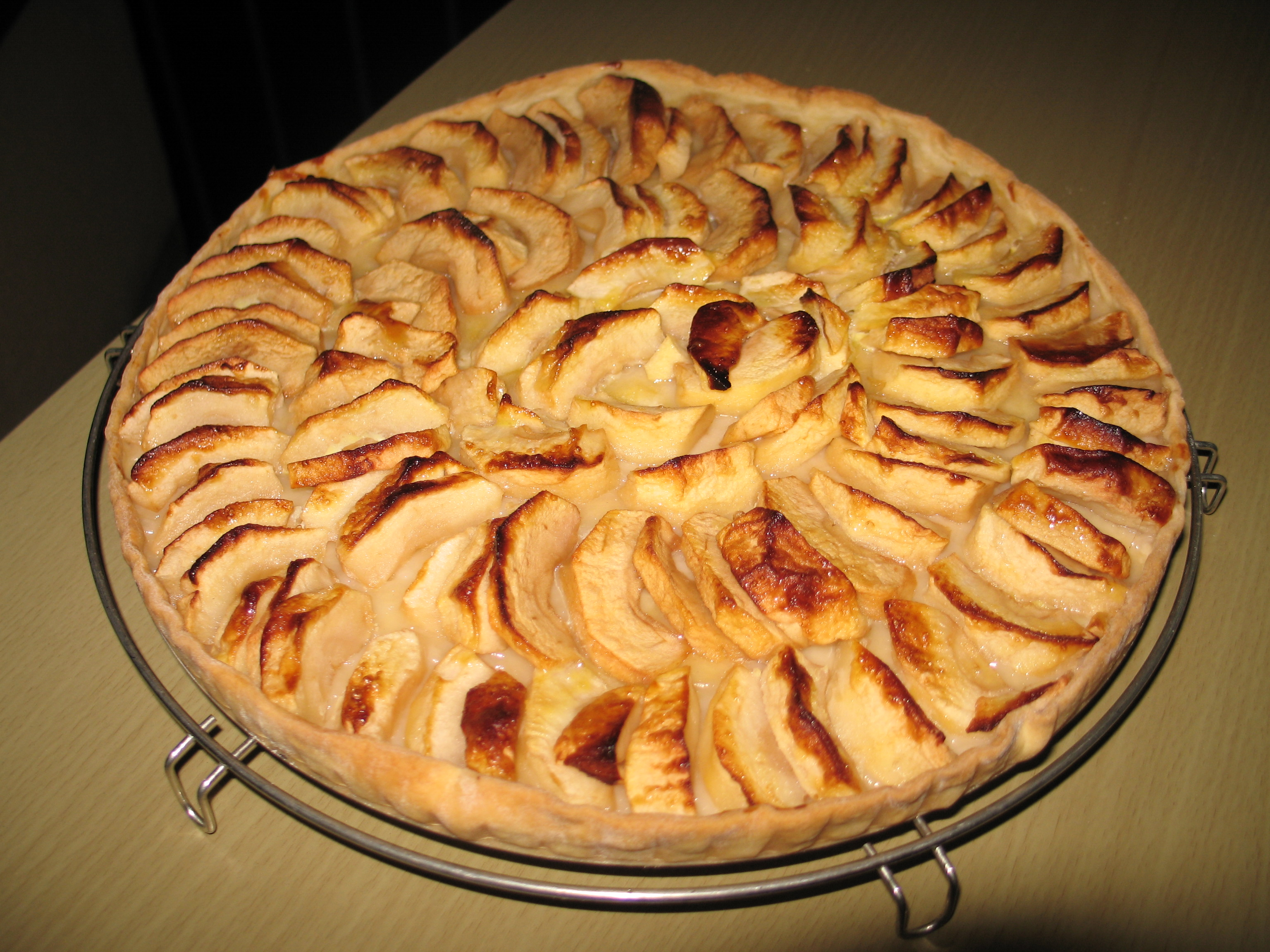
Яблочный тарт

Тaрт (фр. tarte) — типичный для французской кухни открытый пирог из песочного или любого другого теста. Может быть десертным или основным блюдом, но от обычного пирога отличается именно тем, что сверху не покрывается тестом. Выпекается как пицца — в виде обычной лепёшки, либо в специальных плоских формах для выпечки с рифлёным краем, либо в разъёмных формах для тортов. В качестве начинки для таких пирогов используются фрукты, овощи, бекон или рыба, в том числе в сочетании с заливкой из сливочно-яичной массы, кондитерского крема, томатного соуса. Тaрты, запечённые в маленьких формочках, называются тарталетками. Тарты, готовящиеся сразу после закладки дров, в старину звались тартинками.
Тaрты запекают в духовке, печи или барбекю.

## История
Французское слово tarte может переводиться как пирог или торт, поскольку оба они в основном одинаковы, за исключением пирога, который обычно покрывает начинку тестом, в то время как торт оставляют открытым.
Считается, что пироги возникли либо из традиции наслоения еды, либо являются продуктом средневекового приготовления пирогов. Считается, что обогащённое тесто (то есть песочное тесто) впервые начали широко использовать в 1550 году. В этот период они считались высококлассной кухней, популярной среди знати, в отличие от пирога простолюдинов. Первоначально несладкие, с мясной начинкой, кулинарные вкусы привели к преобладанию сладких пирогов, вместо которых заполнили пироги фруктами и заварным кремом. Ранние средневековые пироги обычно имели мясную начинку, но более поздние часто делались с фруктами и заварным кремом.

## Описание
Тарты, как правило, представляют собой отдельный вид выпечки, отличающейся от пирога и торта и имеющей твёрдую основу из теста, густую начинку и прямые стенки, в то время как, например, пироги могут иметь более мягкое тесто, более рыхлую начинку и скошенные стороны, что требует подачи в специальной тарелке для пирога.

## Виды тартов
- Тарт Татен
- Тарт фламбе
- Тарт фрейлин
- Манчестерский тарт
- Бейквеллский тарт
- Киш (пирог)
- Клафути
- Немецкий сливовый пирог
- Кростата